# Tuffi ai campionati europei di nuoto 2018 - Piattaforma 10 metri sincro misti
Il concorso dei tuffi dal piattaforma 10 metri sincro misti ai Campionati europei di nuoto 2018 si è svolta l'11 agosto 2018 alle 16:30, alla Royal Commonwealth Pool di Edimburgo e vi hanno preso parte 5 coppie di atleti, provenienti da altrettante diverse nazioni.

## Medaglie
| Posizione | Atleti                            | Paese         |
| --------- | --------------------------------- | ------------- |
| Oro       | Nikita Šlejcher Julija Timošinina | Russia        |
| Argento   | Matthew Lee Lois Toulson          | Gran Bretagna |
| Bronzo    | Florian Fandler Christina Wassen  | Germania      |

## Risultati
| Class.  | Nazione       | Tuffatori                         | Punti | Punti | Punti | Punti | Punti | Punti  | Punti |
| Class.  | Nazione       | Tuffatori                         | T1    | T2    | T3    | T4    | T5    | Totale |       |
| ------- | ------------- | --------------------------------- | ----- | ----- | ----- | ----- | ----- | ------ | ----- |
| Oro     | Russia        | Nikita Šlejcher Julija Timošinina | 49.20 | 49.20 | 62.10 | 74.25 | 74.88 | 309.63 |       |
| Argento | Gran Bretagna | Matthew Lee Lois Toulson          | 48.00 | 48.60 | 72.00 | 63.36 | 75.84 | 307.80 |       |
| Bronzo  | Germania      | Florian Fandler Christina Wassen  | 43.80 | 48.00 | 72.96 | 48.60 | 65.28 | 278.64 |       |
| 4       | Italia        | Noemi Batki Maicol Verzotto       | 49.20 | 46.80 | 59.40 | 61.44 | 58.56 | 275.40 |       |
| 5       | Ucraina       | Oleh Serbin Valeriia Liulko       | 47.40 | 45.00 | 56.64 | 58.50 | 38.40 | 245.94 |       |